# Myliobatis
Myliobatis – rodzaj morskich ryb chrzęstnoszkieletowych z rodziny orleniowatych (Myliobatidae).

## Rozmieszczenie geograficzne
Do rodzaju należą gatunki występujące w wodach oceanów – Atlantyckiego (w tym Morze Śródziemne i Morze Północne), Indyjskiego i Spokojnego.

## Morfologia
Długość ciała do 183 cm; masa ciała (największa opublikowana) 82,1 kg.

## Systematyka
Rodzaj zdefiniował w 1816 roku francuski przyrodnik i zoolog Georges Cuvier w drugim tomie publikacji własnego autorstwa poświęconej królestwu zwierząt. Gatunkiem typowym jest (późniejsze oznaczenie) orleń pospolity (M. aquila).

### Etymologia
- Myliobatis (Myliobates, Myliobatus, Muliobatus): gr. μυλη mulē ‘młyn, żarna’; βατoς batos lub βατις batis ‘płaska ryba, zwykle stosowana w odniesieniu do płaszczki lub rai’[8].
- Holorhinus: gr. ὁλος holos ‘kompletny, cały’[9]; ῥις rhis, ῥινος rhinos ‘nos, pysk’[10]. Gatunek typowy (oznaczenie monotypowe): Rhinoptera vespertilio Girard, 1856 (= Myliobatis californicus Gill, 1865).

### Podział systematyczny
Do rodzaju należą następujące występujące współcześnie gatunki:
- Myliobatis aquila (Linnaeus, 1758) – orleń pospolity[11]
- Myliobatis californica Gill, 1865 – orleń kalifornijski[12]
- Myliobatis chilensis Philippi, 1892
- Myliobatis freminvillii Lesueur, 1824
- Myliobatis goodei Garman, 1885
- Myliobatis hamlyni Ogilby, 1911
- Myliobatis longirostris Applegate & Fitch, 1964
- Myliobatis peruvianus Garman, 1913
- Myliobatis ridens Ruocco, Lucifora, Díaz de Astarloa, Mabragaña & Delpiani, 2012
- Myliobatis tenuicaudatus Hector, 1877
- Myliobatis tobijei Bleeker, 1854

Opisano również szereg gatunków wymarłych:

- Myliobatis affinis Chapman & Cudmore, 1924[13] (Australia)
- Myliobatis altavillae Meschinelli, 1924[14]
- Myliobatis altus Davis, 1888[15] (Australia)
- Myliobatis americanus (Bravard, 1884)[16] (Ameryka Południowa)
- Myliobatis angustidens (Sismonda, 1849)[17] (Europa; miocen)
- Myliobatis arcuatus Davis, 1888[18] (Australia)
- Myliobatis bellardii (Issel, 1877)[19] (Europa; pliocen)
- Myliobatis bilobatus Darteville & Casier, 1943[20] (Afryka; kreda)
- Myliobatis bisulcus (Marsh, 1870)[21] (Ameryka Północna)
- Myliobatis bothriodon White, 1926[22] (Afryka; eocen)
- Myliobatis crassidens Darteville & Casier, 1959[23] (Afryka; kreda)
- Myliobatis dimorphus (Delfortrie, 1871)[24] (Europa)
- Myliobatis dispar Leriche, 1913[25] (Afryka)
- Myliobatis elatus Stromer, 1905[26] (Afryka; eocen)
- Myliobatis enormis Mendiola, 1999[27] (Afryka; paleocen)
- Myliobatis fastigiatus (Leidy, 1876)[28] (Ameryka Północna)
- Myliobatis faujasii (Agassiz, 1837)[29] (Europa)
- Myliobatis foxhillsensis Hoganson, Erickson & Holland, 2019[30] (Ameryka Północna; kreda)
- Myliobatis fraasi Stromer, 1905[31] (Afryka; eocen)
- Myliobatis frangens Eastman, 1904[32] (Ameryka Północna; miocen)
- Myliobatis funiculatus (Delfortrie, 1871)[33] (Europa)
- Myliobatis gigas Cope, 1867[34] (Ameryka Północna; miocen)
- Myliobatis goniopleurus (Agassiz, 1843)[35] (Europa)
- Myliobatis granulosus (Issel, 1877)[36] (Europa; pliocen)
- Myliobatis haueri (Penecke, 1884)[37] (Europa; eocen)
- Myliobatis holmesii (Gibbes, 1849)[38] (Ameryka Północna; eocen)
- Myliobatis intermedius Darteville & Casier, 1943[39] (Afryka; kreda)
- Myliobatis kummeli Fowler, 1911[40] (Ameryka Północna)
- Myliobatis lagaillardensis Thomas, 1904[41] (Europa)
- Myliobatis leidyi (Hay, 1899)[42] (Ameryka Północna)
- Myliobatis leognanensis (Delfortrie, 1871)[43] (Europa)
- Myliobatis lepersonnei Darteville & Casier, 1959[44] (Afryka)
- Myliobatis llopisi Bauzá & Gomez Pallerola, 1982[45] (Europa; eocen)
- Myliobatis magister (Leidy, 1876)[46] (Ameryka Północna)
- Myliobatis merriami Jordan & Beal, 1913[47] (Ameryka Północna)
- Myliobatis micropleurus (Agassiz, 1835)[48] (Europa)
- Myliobatis microrhizus (Delfortrie, 1871)[49] (Europa)
- Myliobatis miocenicus Böhm, 1942[50] (Europa; miocen)
- Myliobatis mokattamensis Stromer, 1905[51] (Afryka; eocen)
- Myliobatis monnieri Cappetta, 1986[52] (Afryka; eocen)
- Myliobatis moorabbinensis Chapman & Pritchard, 1907[53] (Australia)
- Myliobatis mordax (Leidy, 1876)[54] (Ameryka Północna)
- Myliobatis moutai Darteville & Casier, 1959[55] (Afryka)
- Myliobatis nzadinensis Darteville & Casier, 1943[56] (Afryka; eocen)
- Myliobatis pachyodon Cope, 1867[57] (Ameryka Północna; miocen)
- Myliobatis pachyrhizodus Fowler, 1911[58] (Ameryka Północna)
- Myliobatis pentoni Woodward, 1893[59] (Afryka; czwartorzęd)
- Myliobatis placentinus (Carraroli, 1897)[60] (Europa; pliocen)
- Myliobatis plicatilis Davis, 1888[61] (Australia)
- Myliobatis raouxi Arambourg, 1952[62] (Afryka)
- Myliobatis rivierei (Sauvage, 1878)[63] (Europa; paleogen)
- Myliobatis rugosus Leidy, 1855[64] (Ameryka Północna)
- Myliobatis salentinus (Botti, 1877)[65] (Europa; miocen)
- Myliobatis semperei Mendiola, 1999[66] (Afryka; paleocen)
- Myliobatis sendaicus Hatai, Murata & Masuda, 1965[67] (Azja; pliocen)
- Myliobatis serratus Meyer, 1843[68] (Europa)
- Myliobatis stokesii (Agassiz, 1843)[69] (Europa)
- Myliobatis strobeli (Issel, 1877)[70] (Europa; pliocen)
- Myliobatis superbus Hantken, 1875[71] (Europa; eocen)
- Myliobatis testae Philippi, 1846[72] (Europa)
- Myliobatis tewarii Mishra, 1980[73] (Azja; eocen)
- Myliobatis toliapicus (Agassiz, 1843)[74] (Europa)
- Myliobatis transversalis (Gibbes, 1849)[75] (Ameryka Północna; eocen)
- Myliobatis tumidens Woodward, 1889[76] (Europa)
- Myliobatis undulatus Chaffee, 1939[77] (Ameryka Północna; eocen)
- Myliobatis vicomicanus Cope, 1867[78] (Ameryka Północna; miocen)
- Myliobatis wurnoensis White, 1934[79] (Afryka)